# Symphonie no 4 de Tichtchenko
Pour les articles homonymes, voir Symphonie no 4.
 (février 2014).
Si vous disposez d'ouvrages ou d'articles de référence ou si vous connaissez des sites web de qualité traitant du thème abordé ici, merci de compléter l'article en donnant les références utiles à sa vérifiabilité et en les liant à la section « Notes et références ».
 (février 2014).
La Symphonie no 4 avec narrateur, Opus 61, a été composée par Boris Tichtchenko en 1974.

## Analyse

### I. Sinfonia di forza: 20 min
À première vue, les six accords dissonants initiaux peuvent être attribués à la plume du Schönberg de "L'Échelle de Jacob". Mais, leur développement en forme sonate "libre" est d'une facture semblable aux meilleurs ouvrages symphoniques de Chostakovitch. Ces derniers se répètent inlassablement, à l'instar de poteaux télégraphiques, hachant ainsi d'innombrables interludes d'obédience intimiste (les instruments solistes sont légion). Puis ces interludes s’interpellent, s'interposent et s'entrechoquent. Enfin, la machine infernale se met en marche (alliage cuivres/percussion). Le reste de l'orchestre, par la suite, accentue la parade des tortionnaires jusqu'à ce que cette démonstration de force s'interrompt de manière abrupte et laisse s'échapper quelques brins de fumée par-ci, par-là. Des agrégats éparses et modérés nous amènent droit à une apothéose monstrueuse qui forme l'aboutissement du mouvement en reprenant savamment les six accords introductifs ; c'est la récapitulation. La musique semble s'estomper peu à peu. Finalement, une coda accommodante avec timbales et grosse-caisse obligées achève la bête féroce.

### II. Sinfonia di rabbia: 19 min
Un tour de force surhumain. Une batterie fort généreuse de percussions - non sans rappeler L'Homme et son désir de Milhaud - joue le rôle de basse ostinato. Nous écoutons avec circonspection une masse instable : des cordes aigües, crasseuses, écorchées vives par des archets paresseux, des borborygmes impolis aux bois et quelques flatulences distraites aux cuivres graves se complaisent au marché des enfers. Peu à peu, cette masse informelle s'organise et prend sa vitesse de croisière ; sous les ordres d'agrégats caustiques aux cuivres, les bois aigus n'en perdent pas moins la tête et voltigent langoureusement au-dessus du galetas feutré des cordes anxiogènes et la rythmique endiablée des percussions. Ceci n'est point une tentative expansionniste d'un néo-expressionnisme qui prendrait sa source chaude dans l'allegro misterioso de la "Suite lyrique" de Berg. Les percussions et les cris stridents de l'orchestre hallucinogènes dessinent vaillamment les vociférations d'Elektra. Mais le sentier infernal à parcourir reste encore long et périlleux. Vers le deuxième tiers du mouvement, on peut y ressentir l'atmosphère totalitariste de la stagnation brejnevienne des années 1970 (les clusters asphyxiants aux bois sur-aigus accompagnés par un orgue mystique ponctuent et encadrent deux-trois épisodes chambristes inopportuns) et des similitudes stylistiques, par correspondance baudelairienne, parachèvent les derniers travaux du mentor Chostakovitch. Suivant le point culminant de cette danse euphorisante, la pâte sonore s’essouffle quelque peu et choisit le chemin d'une sagesse douteuse, tout en reconquérant par la suite une pulsation frénétique. Les percussions martèlent les derniers pas du condamné ; c'est la marche aux supplices. La potence sera socialiste !

### III. Sinfonia di tristezza: 19 min
Plus neutre mais non dénué d'expressivité, ce mouvement de tristesse transcende la religiosité des symphonies de Bruckner. La clarinette ouvre l'introspection et entame une conversation chromatique avec les autres anches de l'orchestre, puis les cuivres et les cordes font leurs entrées diatoniques. Le discours musical n'est plus du tout véhément ; l'amertume remplace l’exubérance. Cette première partie insuffle une pause paisible aux conflits thématiques antérieurs, l'articulation générale est monacale. Au fil de l'alternance monotone des pupitres, l'orchestre atteint son paroxysme post-romantique et le climax lacrymogène y est palpable. Le mouvement en forme d'arche s'achève par le commencement ; il ne reste plus que les contrebasses suintants et hochant leur tête à la résignation suprême. [attacca]

### IV. Sinfonia di crudelta: 16 min
Soudainement, alors qu'il ne reste plus que la pulsation d'une valse morte à la nuance ppp, les trombones, frustrés de ne pas se faire entendre davantage, rouspètent et ricanent au nez du public médusé et dubitatif, à l'instar de la marionnette Pétrouchka ; le spectacle est glaçant, voir surréaliste - un autre ingrédient typique du néo-expressionnisme. Un chant de sauterelles à l'orgue perturbe la sortie de la salle de l'avatar du pantin désarticulé. Question-réponse du hautbois et de la clarinette : - "Il n'est pas encore mort ?" - "J'ai bien peur que non..." Puis, un étrange patchwork récapitulatif des principales idées thématiques antérieures. La structure formelle du mouvement est indéfinissable ; une fantaisie postmoderniste ? Une cantate pour narrateur-baryton ? Un quatuor pour flûte, violon, glockenspiel et orgue ? Ceci étant questionné, ce mouvement n'en reste pas moins le summum de l’œuvre : champs de batailles apocalyptiques avec solo d'un saxophone sardonique et visions de l'amen s’alternent et se répondent. Un narrateur fait son apparition tel un apôtre prémycénien disparu depuis l'épopée des Titans, petit ruisseaux champêtre et rossignol de Tourguéniev. Orgue naturaliste alla Webern, flûte stravinskienne et violon solo glissant et trébuchant dangereusement dans les escaliers. Reprise du dialogue hautbois-clarinette, suivie d'un épisode néo-romantique plus tonal aux cordes accompagnées de quelques spasmes parasites aux bois et cuivres graves. Désintégration jusqu'aux contrebasses. [attacca bis]

### V. Sinfonia di risorgimento e tenerezza: 18 min
Puis, la réincarnation de "L'Acte Préalable" de Scriabine-Nemtine transcende une apothéose-zen tibétaine. Certaines influences lointaines ressurgissent, à savoir, les passages extatiques de la 3e symphonie de Mahler ; un autre monstre de la symphonie mégalomaniaque. Enfin, après le climax d'un moine sous prozac, le déclin de la cruauté, présenté par un orgue effrayant en mode mineur, les clusters fugitifs entonnés par les percussions et les derniers accords d'Hadès, apporte aux oreilles exercées une satisfaction dantesque tant bien espérée depuis plus de 75 minutes.
Un épilogue serein commence : une flûte bucolique sur le fond d'un solo du premier violoncelle. Ce mouvement faussement reposant suit le même schéma que la Sinfonia di tristezza ; c'est-à-dire, un discours musical plus détendu et paisible (parallèles avec le finale de la 8e symphonie de Chostakovitch ?). La suite du mouvement s'ouvre tel un éventail orientaliste mauresque vers une apothéose convenue (fanfare optimiste des bois). Enfin c'est l'accord d'ut absolu, - ne serait-ce pas un souvenir de la cinquième porte du "Château de Barbe-Bleue" de Béla Bartók ? - qui flirte avec les tons voisins et éloignés sous forme de blocs d'accords fondamentaux, tenus principalement par les cordes de l'orchestre. Saupoudrée d'arabesques séculaires aux flûtes, au glockenspiel et au célesta, l'harmonie du soir nous annonce tendrement, sans aucun artifice : Paix à nos âmes.

## Enregistrement disponible
- Gennady Rozhdestvensky, Orchestre philharmonique de Leningrad, date de l'enregistrement : 17 novembre 1978 (première à la Grande Salle de la Philharmonie de Leningrad).